# Бескрайняя ночь
«Бескрайняя ночь» (англ. The Vast of Night) — американская научно-фантастическая драма 2019 года. Режиссёрский дебют Эндрю Паттерсона. В основу фильма положены два события: Кексбургский инцидент и исчезновения у Лейк-Фосс.

## Сюжет
1950-е годы, Каюга, штат Нью-Мексико, два подростка — телефонный оператор Фей и диджей на местном радио Эверетт — тестируют новый магнитофон. Во время баскетбольной игры в школе, когда почти весь город собрался, чтобы посмотреть игру, по телефонной линии начинает идти странный звук. Они пытаются выяснить его происхождение и в этот момент на радио звонит таинственный человек по имени Билли.

## В ролях
| Актёр            | Роль        |
| ---------------- | ----------- |
| Сиерра Маккормик | Фей Крокер  |
| Джейк Хоровиц    | Эверетт     |
| Гейл Кронау      | Мейбл Бланш |
| Брюс Дэвис       | Билли       |